# Những cuộc phiêu lưu của Huckleberry Finn
Những cuộc phiêu lưu của Huckleberry Finn (tiếng Anh: Adventures of Huckleberry Finn) là tiểu thuyết được xuất bản năm 1884 của nhà văn Mỹ Mark Twain. Nó được viết trong ngôi thứ nhất, là một trong những tiểu thuyết Mỹ đầu tiên dùng phương ngữ để viết. Những cuộc phiêu lưu của Huckleberry Finn thường được đánh giá là một trong những tác phẩm vĩ đại nhất trong nền văn học Hoa Kỳ.
Huckleberry Finn được xem là cuốn tiếp theo của quyển Những cuộc phiêu lưu của Tom Sawyer, xuất bản năm 1876. Nhân vật kể chuyện, Huckleberry Finn, là bạn của Tom Sawyer. Câu chuyện kể về những cuộc phiêu lưu của Huckleberry Finn trên dòng sông Mississippi với người bạn là Jim, một nô lệ đang chạy thoát. Quyển sách miêu tả những cảnh vật trên dòng sông và châm biếm những quan điểm ở miền Nam Hoa Kỳ thời tiền chiến, đặc biệt là quan điểm kỳ thị chủng tộc. Hình ảnh Huck và Jim trên chiếc bè chạy theo dòng sông, đi đến tự do, là một trong những hình ảnh bất hủ nhất trong văn học Hoa Kỳ.

## Nhận xét
Được thịnh hành đối với độc giả thiếu nhi ngay từ những ngày đầu, Huckleberry Finn đã được nhiều nhà phê bình văn học đánh giá là đỉnh cao của văn học. Nhà văn đoạt giải Nobel Văn học Ernest Hemingway đã nói về Huckleberry Finn như sau:
"All modern American literature comes from one book by Mark Twain called Huckleberry Finn... American writing comes from that. There was nothing before. There has been nothing as good since."
"Toàn bộ nền văn học Hoa Kỳ hiện đại bắt nguồn từ một quyển sách của Mark Twain tên là Huckleberry Finn... Đây chính là khởi nguồn của lối hành văn kiểu Mỹ. Không gì có thể sánh bằng nó được."

## Tranh cãi
Ngay từ khi được xuất bản, Huckleberry Finn đã gây nhiều tranh cãi. Thư viện tại Concord, Massachussetts đã cấm lưu hành quyển này sau khi nó được xuất bản vì "đề tài lòe loẹt". Tuy nhiên, tờ báo San Francisco Chronicle đã biện hộ quyển này. Tuy đề tài của cuốn này rõ ràng chống chủ nghĩa phân biệt chủng tộc, nó dùng một số từ ngữ của thời đó mà thời nay bị xem là miệt thị (chữ "nigger" được dùng 215 lần). Vì thế, một số cá nhân và tổ chức không quen thuộc với nội dung tác phẩm cho rằng nó phân biệt chủng tộc và vận động cấm lưu hành quyển này tại thư viện cũng như tại nhà trường.
Hội Thư viện Hoa Kỳ xếp quyển này thứ 5 trong danh sách các quyển sách bị vận động cấm đoán nhiều nhất trong thập niên 1990.

## Thông tin thêm
Vợ của Mark Twain đã sửa chữa các bản nháp của chồng và quyển Những cuộc phiêu lưu của Huckleberry Finn đến tay người đọc dưới dạng đã bị làm sai lạc.